# Kingsley Obiekwu
Kingsley Obiekwu (Ibusa, 12 de novembro de 1974) é um ex-futebolista profissional nigeriano, foi campeão olímpico. 